# Harco
 (octobre 2022).
Si vous disposez d'ouvrages ou d'articles de référence ou si vous connaissez des sites web de qualité traitant du thème abordé ici, merci de compléter l'article en donnant les références utiles à sa vérifiabilité et en les liant à la section « Notes et références ».
La Harco est une poule pondeuse, "hybride" (métis F1 industriel) hongroise. Cette excellente poule pondeuse se trouve sur pratiquement tous les marchés.

## Confusions possibles
Elle parfois confondue avec la poule Marans à cause de la couleur de son plumage proche de celle-ci, mais elle ne possède pas de plumes aux pattes et ses œufs sont légèrement roux, et non très foncés comme ceux de la Marans.
Elle ressemble également à la poule Black Rock.

## Description
La Harco est une poule sociable reconnue pour sa ponte importante. Elle est facile à élever en enclos restreint.
Elle commence à pondre à l'âge de 21 semaines et pond 280 œufs à 300 œufs par an la première année .
C'est une poule très robuste, très rustique, elle est peu sensible au pou rouge.

### Origine
Cet "hybride F1" a été mis au point en Hongrie par la société Babolna Tetra.

### Description
- Crête : simple
- Oreillons : rouges
- Couleur des tarses :
- Variétés de plumage : camail roux/cuivré et plumage noir à reflets verts.
- Masse : Poule :  2 à 2,5 kg
- Œufs à couver : 45 g (au démarrage) à 65 g (à 72 semaines), coquille rousse